# André-Louis Debierne

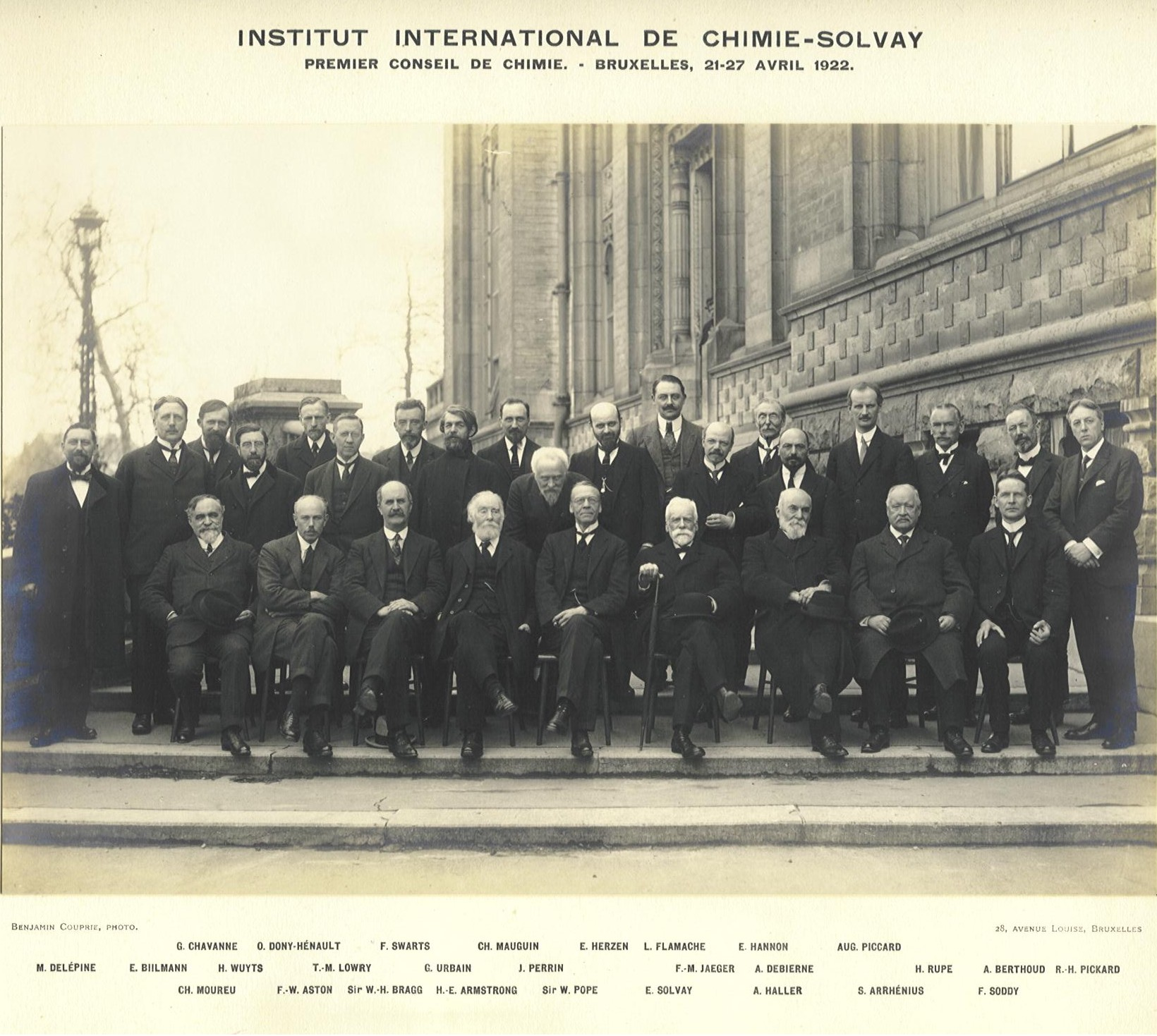
Conferencia Solvay de 1922. André-Louis Debierne es el quinto empezando por la derecha, en la parte superior.

André-Louis Debierne (París, 14 de julio de 1874 – París, 31 de agosto de 1949) fue un físico y químico francés. 

## Trayectoria
Estudió química y física en la Sorbona, entre otros con Charles Friedel del que se vuelve más tarde ayudante. Desde 1906 a 1946, enseña en la Escuela de Física y de Química de la Sorbona. Era amigo cercano de Pierre Curie y Marie Curie. Después del fallecimiento del Pierre Curie en 1906, le sucede como profesor en el Instituto del Radio. 
Durante sus investigaciones sobre la radioactividad, descubre en el mineral de uranio el elemento actinio (en 1899). En 1910, consigue con Marie Curie aislar una cantidad visible de radio.